# Államérdek (film, 1997)
Az Államérdek (eredeti cím: Absolute Power) David Baldacci azonos című regénye alapján készült 1997-es amerikai politikai bűnügyi thriller Clint Eastwood rendezésében, valamint főszereplésével. A további fontosabb szerepekben Gene Hackman, Ed Harris és Laura Linney láthatóak. 
Az Egyesült Államokban 1997. február 14-én mutatták be, magyar premierje 1997. június 5-én volt.

## Cselekmény
Luther Whitney (Clint Eastwood) idősebb mestertolvaj, aki egy nagyszabású rablás kivitelezése során titokban szemtanúja lesz, amint az Amerikai Egyesült Államok elnöke, Alan Richmond (Gene Hackman) a kirabolt idős milliárdos lakásában ittas állapotban erőszakoskodik annak fiatal feleségével, majd mikor a nő megpróbálja ártalmatlanná tenni az elnököt, annak emberei lelövik. Whitneynek sikerül elmenekülnie, valamint magával vinnie a bizonyítékot: az elnök vérét és ujjlenyomatát tartalmazó levélvágó kést. Először az ország elhagyását tervezgeti, ám lelkiismereti okokból úgy dönt, a nyomozást vezető Seth Frank nyomozóval (Ed Harris) együttműködve nyilvánosságra hozza az igazságot. A titkosszolgálat emberei megpróbálják Whitneyre kenni a gyilkosságot, majd eltenni láb alól őt és ügyészként dolgozó lányát, ám a szakképzett tolvaj ügyesen kerüli el üldözőit, és végül eljuttatja a bizonyítékot a meggyilkolt nő férjének, egy dúsgazdag üzletembernek, akinek köszönhetően az elnök hatalomra került. Az igazságot megismerve a milliárdos, Walter Sullivan felkeresi az elnököt a levélvágó kés társaságában, majd öngyilkosságnak tünteti fel az elnök halálát.

## Szereplők
| Szereplő                       | Színész         | Magyar hang          |
| ------------------------------ | --------------- | -------------------- |
| Luther Whitney, betörő         | Clint Eastwood  | Kozák András         |
| Allen Richmond, elnök          | Gene Hackman    | Rajhona Ádám         |
| Seth Frank, nyomozó            | Ed Harris       | Epres Attila         |
| Kate Whitney, Luther lánya     | Laura Linney    | Orosz Anna           |
| Bill Burton, különleges ügynök | Scott Glenn     | Rudas István         |
| Tim Collin, különleges ügynök  | Dennis Haysbert | Csík Csaba Krisztián |
| Gloria Russell, kabinetfőnök   | Judy Davis      | Menszátor Magdolna   |
| Walter Sullivan                | E. G. Marshall  | Makay Sándor         |
| Christy Sullivan               | Melora Hardin   | Kiss Virág           |
| Sandy Lord                     | Kenneth Welsh   | Balázsi Gyula        |
| Laura Simon                    | Penny Johnson   | Kocsis Mariann       |
| Michael McCarty                | Richard Jenkins | Lázár Sándor         |
| Red Brandsford                 | Mark Margolis   | ?                    |
| Valerie                        | Elaine Kagan    | Zsolnay Júlia        |

## Kritikai fogadtatás
Az Államérdek vegyes fogadtatásban részesült a kritikusok körében. A Rotten Tomatoes weboldalon az értékelése 45%, 42 vélemény alapján. A film az 50 millió dolláros költségvetését éppen csak vissza tudta hozni az 50 068 310 dolláros nemzetközi bevételével.